# Amina Mama
Amina Mama (née le 19 septembre 1958) est une essayiste, féministe et universitaire britanno-nigériane. Ses travaux portent sur le post-colonialisme, le militarisme et les études de genre. Elle a vécu en Afrique, en Europe et en Amérique du Nord. Elle enseigne en Californie. Elle est également impliquée dans plusieurs organisations, dont le Global Fund for Women (en) et l'Institut de recherche des Nations unies pour le développement social.
Amina Mama participe à l'édition de plusieurs revues scientifiques, dont Meridians et Signs (en),.

## Biographie
Amina Mama naît dans le nord du Nigeria en 1958. Son père est nigérian et sa mère anglaise. Elle grandit à Kaduna. Plusieurs membres de sa famille sont impliqués dans le développement d'un système d'éducation local post-colonial.
En 1966, Amina Mama quitte son pays en raison de mouvements anti-musulmans. Elle poursuit des études à l'université de St Andrews, en Écosse. Elle y obtient un diplôme en psychologie en 1980, suivi d'un master en psychologie sociale réalisé à la London School of Economics en 1981, et un doctorat en psychologie du travail et des organisations du Birkbeck College en 1987. Sa thèse s'intitule Race and Subjectivity: A Study of Black Women. Certains de ses premiers travaux comparent les situations de femmes britanniques et nigérianes.
En 1992, Amina Mama épouse l'écrivain Nuruddin Farah. Le couple a deux enfants.
Elle s'installe aux Pays-Bas, puis retourne au Nigeria, dont l'instabilité l'amène à émigrer en Afrique du Sud, où elle est nommée professeur à l'université du Cap (UCT) en janvier 1998. Elle y travaille durant dix ans,  devient directrice de l'African Gender Institute (en) (AGI) et aide à y fonder le périodique Feminist Africa.
En 2008, Amina Mama accepte un poste au Mills College à Oakland (Californie), États-Unis,,. Elle est également directrice d'études associée à l'université de Californie à Davis.

## Œuvre
L'un de ses ouvrages les plus connus est Beyond the Masks: Race, Gender and Subjectivity. Elle est également impliquée dans l'industrie filmique. En 2010, elle co-produit le film The Witches of Gambaga,.
- (en) The Hidden Struggle: Statutory and Voluntary Sector Responses to Violence Against Black Women in the Home. Runnymede, 1989; republished by Whiting and Birch, 1996.  (ISBN 9781861770059)
- (en) Black Women and the Police: A Place Where the Law is Not Upheld, in Inside Babylon: The Caribbean Diaspora in Britain, ed. Winston James and Clive Harris. London: Verso, 1993.  (ISBN 9780860914716).
- (en) Beyond the Masks: Race, Gender, and Subjectivity. New York: Routledge, 1995.  (ISBN 9780415035446).
- (en) National Machinery for Women in Africa: Towards an analysis. Third World Network, 2000.  (ISBN 9789988602017).
- (en) "Is It Ethical to Study Africa? Preliminary Thoughts on Scholarship and Freedom". African Studies Review 50 (1), April 2007.